# Santa Catarina Mita
Santa Catarina Mita é uma cidade da Guatemala do departamento de Jutiapa.